# Låddaure (Arjeplogs socken, Lappland)
Låddaure är en sjö i Arjeplogs kommun i Lappland och ingår i Piteälvens huvudavrinningsområde. Sjön har en area på 9,15 kvadratkilometer och ligger 536,1 meter över havet.

## Delavrinningsområde
Låddaure ingår i det delavrinningsområde (741669-154014) som SMHI kallar för Utloppet av Låddaure. Medelhöjden är 780 meter över havet och ytan är 66,38 kvadratkilometer. Räknas de 23 avrinningsområdena uppströms in blir den ackumulerade arean 441,87 kvadratkilometer. Vattendraget som avvattnar avrinningsområdet har biflödesordning 2, vilket innebär att vattnet flödar genom totalt 2 vattendrag innan det når havet efter 320 kilometer. Avrinningsområdet består mestadels av skog (20 procent) och kalfjäll (62 procent). Avrinningsområdet har 10,44 kvadratkilometer vattenytor vilket ger det en sjöprocent på 15,7 procent.